# Trilogy (film)
Pour les articles homonymes, voir Trilogy.
Pour plus de détails, voir Fiche technique et Distribution.
Trilogy (ou Truman Capote's Trilogy) est un film américain réalisé par Frank Perry, sorti en 1969.

## Synopsis
L'adaptation de trois nouvelles de Truman Capote : A Christmas Memory, Miriam et Among the Paths to Eden.

## Fiche technique
- Titre : Trilogy
- Réalisation : Frank Perry
- Scénario : Eleanor Perry et Truman Capote d'après ses nouvelles
- Musique : Meyer Kupferman
- Photographie : Joseph C. Brun, Jordan Cronenweth, Conrad L. Hall, Vincent Saizis et Harry Sundby
- Montage : Sheila Bakerman, Pat Jaffe et Ralph Rosenblum
- Production : Frank Perry
- Société de production : Francis Productions
- Pays :  États-Unis
- Genre : Drame et romance
- Durée : 110 minutes
- Date de sortie : 
  - États-Unis :6 novembre 1969

## Distribution

### A Christmas Memory
- Geraldine Page : la femme
- Donnie Melvin : Buddy
- Lavinia Cassels : une tante
- Christine Marler : une tante
- Josip Elic : HaHa
- Lynn Forman : la femme dans la voiture
- Win Forman : le vendeur
- Truman Capote : le narrateur

### Miriam
- Beverly Ballard : Nina
- Jane Connell : Mme. Connolly
- Susan Dunfee : Miriam
- Phyllis Eldridge : la femme à l'automate
- Carol Gustafson : Miss Lake
- Richard Hamilton : l'homme à l'automate
- Frederic Morton : l'homme au théâtre
- Mildred Natwick : Mlle. Miller
- Robin Ponterio : Emily
- Brooks Rogers : Connolly

### Among the Paths to Eden
- Martin Balsam : Ivor Belli
- Maureen Stapleton : Mary O'Meaghan

## Distinctions
Le film a été choisi en sélection officielle en compétition au Festival de Cannes 1968 mais n'a pas été présenté à la suite de l'annulation du festival en raison des événements de Mai 68.